# Synagoga w Lipanach
Synagoga w Lipanach – synagoga znajdująca się w Lipanach na Słowacji, przy ulicy Sabinovskiej 9.
Synagoga została zbudowana w 1929 roku według projektu Eugena Bárkánego w stylu modernistycznym. Obecnie w synagodze znajduje się sklep z rowerami oraz na piętrze biura. Z dawnego wyposażenia zachowało się niewiele elementów. Wewnątrz zachowała się kuta poręcz z charakterystycznymi wyrzeźbionymi w niej tablicami Dekalogu. Na miejscu dawnego Aron ha-kodesz znajduje się obecnie okno. Dawną salę główną podzielono stropem, wydzielając przy tym drugą kondygnację, na której znajdują się biura.